# Лаїс Нуньєс
Лаїс Нуньєс де Олівейра (порт. Lais Nunes de Oliveira; нар. 3 листопада 1992, Барру-Алту, штат Гояс) — бразильська борчиня вільного стилю, чемпіонка та дворазова бронзова призерка Панамериканських чемпіонатів, чемпіонка Південної Америки, учасниця Олімпійських ігор.

## Біографія
Народилася в невеликому містечку Барру-Алту на 9000 жителів, що розташоване у 193 км від Гоянії — столиці штату Гояс. Мати прибиральниця, батько — різчик цукрової тростини. Спочатку займалася дзюдо. 2008 почала займатися почала займатися вільною боротьбою. У 2009 році переїхала до Сан-Паулу. Виступає за борцівський клуб «Sesi» з міста Озаску. Того ж року стала Панамериканською чемпіонкою серед кадетів. У 2010 році стала бронзовою призеркою Панамериканського чемпіонату серед юніорів. Наступного року на цих же змаганнях виграла чемпіонський титул.

## Спортивні результати на міжнародних змаганнях

### Виступи на Олімпіадах
| Змагання                    | Збірна   | Вагова категорія          | Місце |
| --------------------------- | -------- | ------------------------- | ----- |
| Літні Олімпійські ігри 2016 | Бразилія | жіноча боротьба, до 63 кг | 15    |
| Літні Олімпійські ігри 2020 | Бразилія | жіноча боротьба, до 62 кг | 14    |

### Виступи на Чемпіонатах світу
| Змагання                        | Збірна   | Вагова категорія          | Місце |
| ------------------------------- | -------- | ------------------------- | ----- |
| Чемпіонат світу з боротьби 2015 | Бразилія | жіноча боротьба, до 63 кг | 21    |
| Чемпіонат світу з боротьби 2017 | Бразилія | жіноча боротьба, до 63 кг | 10    |
| Чемпіонат світу з боротьби 2018 | Бразилія | жіноча боротьба, до 62 кг | 5     |
| Чемпіонат світу з боротьби 2019 | Бразилія | жіноча боротьба, до 62 кг | 21    |
| Чемпіонат світу з боротьби 2021 | Бразилія | жіноча боротьба, до 62 кг | 5     |
| Чемпіонат світу з боротьби 2022 | Бразилія | жіноча боротьба, до 68 кг | 10    |

### Виступи на Панамериканських чемпіонатах
| Змагання                                   | Збірна   | Вагова категорія          | Місце  |
| ------------------------------------------ | -------- | ------------------------- | ------ |
| Панамериканський чемпіонат з боротьби 2011 | Бразилія | жіноча боротьба, до 59 кг | 5      |
| Панамериканський чемпіонат з боротьби 2012 | Бразилія | жіноча боротьба, до 59 кг | Бронза |
| Панамериканський чемпіонат з боротьби 2013 | Бразилія | жіноча боротьба, до 63 кг | Бронза |
| Панамериканський чемпіонат з боротьби 2016 | Бразилія | жіноча боротьба, до 63 кг | Золото |
| Панамериканський чемпіонат з боротьби 2017 | Бразилія | жіноча боротьба, до 63 кг | 6      |
| Панамериканський чемпіонат з боротьби 2018 | Бразилія | жіноча боротьба, до 62 кг | Срібло |
| Панамериканський чемпіонат з боротьби 2019 | Бразилія | жіноча боротьба, до 62 кг | Золото |
| Панамериканський чемпіонат з боротьби 2020 | Бразилія | жіноча боротьба, до 62 кг | Срібло |
| Панамериканський чемпіонат з боротьби 2021 | Бразилія | жіноча боротьба, до 62 кг | Срібло |
| Панамериканський чемпіонат з боротьби 2022 | Бразилія | жіноча боротьба, до 62 кг | Бронза |

### Виступи на чемпіонатах Південної Америки
| Змагання                                    | Збірна   | Вагова категорія          | Місце  |
| ------------------------------------------- | -------- | ------------------------- | ------ |
| Чемпіонат Південної Америки з боротьби 2011 | Бразилія | жіноча боротьба, до 59 кг | Золото |
| Чемпіонат Південної Америки з боротьби 2017 | Бразилія | жіноча боротьба, до 63 кг | Золото |

### Виступи на Панамериканських іграх
| Змагання                  | Збірна   | Вагова категорія          | Місце  |
| ------------------------- | -------- | ------------------------- | ------ |
| Панамериканські ігри 2019 | Бразилія | жіноча боротьба, до 62 кг | Бронза |

### Виступи на інших змаганнях
| Змагання                                                             | Збірна   | Вагова категорія          | Місце  |
| -------------------------------------------------------------------- | -------- | ------------------------- | ------ |
| Гран-прі Іспанії з боротьби 2011                                     | Бразилія | жіноча боротьба, до 59 кг | Бронза |
| Гран-прі Іспанії з боротьби 2012                                     | Бразилія | жіноча боротьба, до 59 кг | 10     |
| Міжнародний олімпійський турнір з боротьби 2013                      | Бразилія | жіноча боротьба, до 63 кг | 4      |
| Турнір Дана Колова — Николи Петрова 2014                             | Бразилія | жіноча боротьба, до 63 кг | 8      |
| Кубок Бразилії 2015                                                  | Бразилія | жіноча боротьба, до 63 кг | Золото |
| Тестовий турнір UWW 2016                                             | Бразилія | жіноча боротьба, до 63 кг | Бронза |
| Олімпійський кваліфікаційний турнір з вільної боротьби 2016          | Бразилія | жіноча боротьба, до 63 кг | Срібло |
| Cerro Pelado International 2016                                      | Бразилія | жіноча боротьба, до 63 кг | Срібло |
| Золотий Гран-прі з боротьби 2016                                     | Бразилія | жіноча боротьба, до 63 кг | 9      |
| Міжнародний меморіал Дейва Шульца 2017                               | Бразилія | жіноча боротьба, до 62 кг | 4      |
| Кубок Бразилії з боротьби 2017                                       | Бразилія | жіноча боротьба, до 63 кг | Золото |
| Міжнародний меморіал Білла Фаррелла 2018                             | Бразилія | жіноча боротьба, до 62 кг | Золото |
| Чемпіонат світу з боротьби серед військовослужбовців 2018            | Бразилія | жіноча боротьба, до 62 кг | Срібло |
| Південноамериканські ігри 2018                                       | Бразилія | жіноча боротьба, до 62 кг | Золото |
| Відкритий чемпіонат Польщі з боротьби 2018                           | Бразилія | жіноча боротьба, до 62 кг | 5      |
| Турнір Олександра Медведя 2018                                       | Бразилія | жіноча боротьба, до 62 кг | 5      |
| Міжнародний меморіал Дейва Шульца 2019                               | Бразилія | жіноча боротьба, до 65 кг | Срібло |
| Турнір Дана Колова — Николи Петрова 2019                             | Бразилія | жіноча боротьба, до 62 кг | 8      |
| Турнір міста Сассарі з боротьби 2019                                 | Бразилія | жіноча боротьба, до 62 кг | Бронза |
| Гран-прі Іспанії з боротьби 2019                                     | Бразилія | жіноча боротьба, до 62 кг | Бронза |
| Турнір Яшара Догу 2019                                               | Бразилія | жіноча боротьба, до 62 кг | 5      |
| Всесвітні ігри військовослужбовців 2019                              | Бразилія | жіноча боротьба, до 62 кг | Бронза |
| Міжнародний меморіал Білла Фаррелла 2019                             | Бразилія | жіноча боротьба, до 62 кг | Срібло |
| Турнір Маттео Пелліцоне 2020                                         | Бразилія | жіноча боротьба, до 62 кг | 11     |
| Granma y Cerro Pelado 2020                                           | Бразилія | жіноча боротьба, до 62 кг | Бронза |
| Панамериканський олімпійський кваліфікаційний турнір з боротьби 2020 | Бразилія | жіноча боротьба, до 62 кг | Золото |
| Київський Міжнародний турнір з боротьби 2021                         | Бразилія | жіноча боротьба, до 62 кг | 8      |
| Турнір Маттео Пелліцоне 2021                                         | Бразилія | жіноча боротьба, до 62 кг | Бронза |
| Турнір Дана Колова — Николи Петрова 2021                             | Бразилія | жіноча боротьба, до 62 кг | Золото |
| Відкритий чемпіонат Польщі з боротьби 2021                           | Бразилія | жіноча боротьба, до 62 кг | 9      |
| Турнір Яшара Догу 2022                                               | Бразилія | жіноча боротьба, до 62 кг | 9      |
| Турнір Маттео Пелліцоне 2022                                         | Бразилія | жіноча боротьба, до 62 кг | Бронза |
| Турнір Зухаєра Сгайєра 2022                                          | Бразилія | жіноча боротьба, до 62 кг | Срібло |
| Меморіал Іона Корнеану і Ладислава Сімона 2022                       | Бразилія | жіноча боротьба, до 62 кг | Золото |